# Michael Scott (arquitecto)

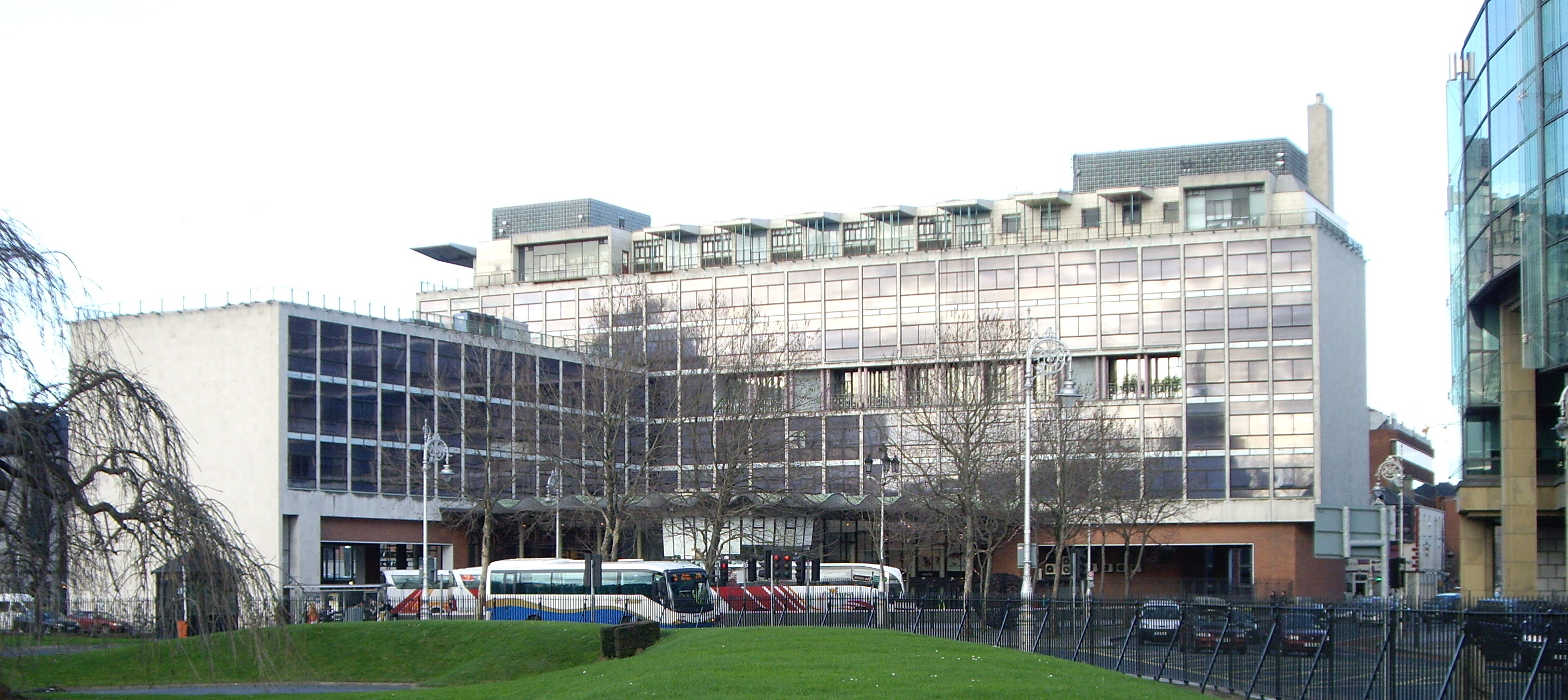
Estación de autobuses de Store Street (1953), Dublín

Michael Scott (Drogheda, 24 de junio de 1905-Dublín, 24 de enero de 1989) fue un arquitecto racionalista irlandés. 

## Trayectoria
Estudió en el Belvedere College de Dublín. Entre 1923 y 1926 trabajó en el estudio Jones-Kelly. En 1928 abrió su propio estudio. Influido por la arquitectura moderna sueca y neerlandesa, sus primeras obras de relevancia fueron la Scott House en Sandycove (1938) y el Pabellón de Irlanda en la World's Fair de Nueva York de 1939.
Tras un cierto parón en su carrera a causa de la Segunda Guerra Mundial, en 1953 realizó su obra más destacada, la estación de autobuses de Store Street en Dublín. En 1966 construyó el nuevo edificio del Abbey Theatre de Dublín, en colaboración con Ronald Tallon. Entre sus últimas obras destacan los estudios de televisión Raidió Teilifís Éireann (1959-1961) y el edificio administrativo de la misma entidad (1967), de influencia miesiana.
En 1975 se asoció con Ronald Tallon y Robin Walker en la firma Scott-Tallon-Walker. Retirado de la profesión activa dos años más tarde, ejerció como consejero de la firma hasta su fallecimiento.
En 1975 le fue concedida la Royal Gold Medal del Royal Institute of British Architects (RIBA).